# Обвалення
Обвалення (рос. обрушение, англ. caving, collapse, fall, foundering; нім. Bruch m, Abbruch m, Einsturz m, Einbruch m, Zubruchgehen n, Bruchbau m, Zubruchwerfen n) – процес виникнення розломів і опускання по них частин, раніше сформованих тектонічних структур. Супроводжується зсуванням гірських порід з відокремленням від масиву шматків, брил, блоків і т.п. Настає через ослаблення сил зчеплення між окремими частинами масиву, який, зі стану спокою, переходить у стан руху. Обвал може бути викликаний примусовим впливом на масив (вибух, механічний або гідравлічний); відносно довготривалим впливом на масив або його частину природних чинників, таких як вода, т-ра, вивітрювання; впливом підземних поштовхів при гірничих ударах, раптових викидах вугілля, газу, порід і землетрусах.